# Bergzebra
Bergzebra (Equus zebra) är en art i familjen hästdjur (Equidae) som tillhör ordningen uddatåiga hovdjur (Perissodactyla). Traditionellt skiljs mellan två underarter, Equus zebra zebra och Hartmanns bergzebra (Equus zebra hartmannae).

## Kännetecken
Bergzebran är den minsta av de tre zebrorna och den är mycket svår att tämja.
I motsats till stäppzebran har bergzebran bredare svarta strimmor med smalare vita mellanrum, och därför upplevs djuret mörkare. Mörkare fläckar på vita ställen, vilket ibland förekommer hos stäppzebra, saknas alltid. De svarta strimmorna går alltid ner till hovarna. På bålen finns horisontala strimmor bara nära stjärten.
Individerna når en kroppslängd (huvud och bål) av 2,2 till 2,6 meter och en svanslängd av 0,4 till 0,55 meter. Vikten ligger mellan 230 och 386 kg. Arten har en mankhöjd mellan 1,15 och 1,50 meter. Allmänt är honor lite mindre än hannar.
Hartmanns bergzebra är vanligen lite större än den andra underarten.

## Utbredning
Bergzebror fanns tidigare utspridda från Angola till Sydafrika men saknas idag i förstnämnda land. Hartmanns bergzebra är uppkallad efter den tyske naturforskaren Georg Hartmann och förekommer i Namibia samt nordvästra Sydafrika. Den andra underarten finns i Sydafrika i Kapregionen.
Bergzebrans bestånd är uppdelat i flera vitt spridda populationer som lever i olika naturskyddsområden.
Habitatet utgörs av bergstrakter och högplatå upp till 2 000 meter över havet. Växtligheten består av olika grässorter och glest fördelade buskar. Regionen kännetecknas under sommaren av dagar med torka under dagens mitt och kyliga nätter med dimma.

## Levnadssätt
Bergzebror lever i mindre grupper men de saknar avgränsade revir. Gruppen består av en hanne samt upp till fem honor med ungdjur. Träffar två grupper på varandra är alfahannarna ofta aggressiva mot varandra. En hanne leder en flock ungefär 15 år innan den blir bortjagad av en yngre hanne. Honor stannar ibland hela livet i flocken men flockarna delas när de blir för stora. En ung hanne tar sedan ledningen i den nya gruppen.
Unga hannar som inte är tillräckligt mogna för att etablera egna flockar lever tidvis i grupper som bara består av hannar. Även äldre hannar som miste sina flockar bildar ibland mindre grupper.
Tidigare var beståndet större och grupperna hade mindre avstånd från varandra. De vandrade under hösten och våren till lämpligare områden upp till 120 km bort. Vandringslederna var oftast flodstränder eller uttorkade vattendrag.
Honor kan para sig under alla årstider men de flesta födslar sker under sommaren mellan december och februari. Efter ungefär ett år dräktighet föds en unge. Den väger i början cirka 45 kg och börjar med fast föda efter några dagar. Ungen diar sin mor i ungefär 10 månader. Efter 13 till 37 månader lämnar ungen föräldrarnas flock. När honorna är 3 till 6 år gamla kan de få sin första unge och de kan fortplanta sig tills de är 24 år gamla. Ett exemplar i fångenskap levde 29 år och 6 månader.

## Hot
Bägge underarterna räknades länge som utrotningshotade.
Underarten E. z. zebra jagades så intensivt att populationen 1937 bara hade 45 individer. Efter inrättningen av nationalparken Bergzebra ökade beståndet där till 350 individer. Dessutom finns mindre populationer av underarten i nationalparken Bontebok, i halvöknen Karoo, vid Godahoppsudden och fördelad på andra sydafrikanska skyddsregioner. IUCN listar underarten numera som sårbar.
Även populationen av Hartmanns bergzebra minskade betydligt. Med uppskattade 15 000 individer är populationen idag en åttondel av vad den var i början av 1900-talet. Hotet utgörs huvudsakligen av olaglig jakt. Vissa bönder ser zebrorna som konkurrenter för sina boskapsdjur och dödar de vilda djuren. Underarten listas likaså som sårbar.

## Systematik
För tillfället pågår en diskussion om de två kända underarterna, Equus zebra zebra och Hartmanns bergzebra (Equus zebra hartmannae), ska klassificeras som självständiga arter. Det senare förespråkas i den 2004 utkomna boken "New investigations on the taxonomy of the zebras genus Equus, subgenus Hippotigris. Mammalian Biology" av zoologerna C.P. Groves och H.B. Bell. En genetisk undersökning av 295 individer utförd 2005 av Moodley och Harley visade inga tydliga genetiska skillnader och de rekommenderar att populationerna fortfarande ska räknas som underarter. Andra biologer, som till exempel i den tredje upplagan av Mammal Species of the World (2005), listar fortfarande dessa djur som underarter.